# Calyptranthes pocsiana
Calyptranthes pocsiana är en myrtenväxtart som beskrevs av Attila L. Borhidi. Calyptranthes pocsiana ingår i släktet Calyptranthes och familjen myrtenväxter. Inga underarter finns listade i Catalogue of Life.